# جو مونوز
جو مونوز (بالإنجليزية: Joe Munoz)‏ هو مدرب كرة قدم ولاعب كرة قدم أمريكي في مركز الهجوم، ولد في 16 مارس 1975 في تشولا فيستا في الولايات المتحدة. لعب مع نيويورك ريد بولز.

## وصلات خارجية
- جو مونوز على موقع الدوري الأمريكي (الإنجليزية)
- جو مونوز على موقع قاعدة بيانات كرة القدم.إي يو (الإنجليزية)